# アカテコ語
アカテコ語（アカテコご、Akateko）は、グアテマラのウェウェテナンゴ県アカタン一帯で話される言語。マヤ語族のカンホバル語群に属する。カンホバル語に近く、カンホバル語の西部方言とされることもある。アカテコ語の話者は自分たちをカンホバル人と認識し、自分たちの言葉を同じカンホバル語群のチュフ語やポプティ語とは異なるが、カンホバル語は理解できると主張している。
アカテコ語は1970年代にテレンス・カウフマンによって独立した言語として初めて報告された。

## 概要
アカテコ語は、グアテマラのウェウェテナンゴ県サン・ミゲル・アカタン (San Miguel Acatán) 、サン・ラファエル・ラ・インデペンデンシア (San Rafael La Independencia) 、およびサン・セバスティアン・コアタン (San Sebastián Coatán) のホオム村で話される。周辺をチュフ語、ポプティ語、カンホバル語地域に囲まれている。
話者数は資料によって大幅に異なり、エスノローグは1998年のグアテマラの話者数を48,500人とするが、リチャーズは2001年の話者数を5,572人としている。グアテマラのほかにメキシコやアメリカ合衆国にも少数の話者がある。ロサンゼルスだけで少なくとも1000人のサン・ミゲル・アカタン人がいるという。

## 音声
アカテコ語の母音はカンホバル語と異なって母音の長短の区別がある。長母音はマヤ祖語本来のものではなく、VC（Cは[χ]または[ʔ]）から新たに生じたものである。たとえばカンホバル語の nojnaq [noχˈnaqˣ] "full" は、アカテコ語では [noːˈnaχ] になる。またチュフ語のkʼeʼen [kʼeʔn]「石」はアカテコ語では[tʃʼeːn]になる（カンホバル語では[tʃʼen]）。